# Кентен Мерлен
Кенте́н Мерле́н (фр. Quentin Merlin, нар. 16 травня 2002, Нант, Франція) — французький футболіст, фланговий захисник клубу «Олімпік» (Марсель) та молодіжної збірної Франції.

## Ігрова кар'єра

### Клубна
Кентен Мерлен є вихованцем футбольної академії клубу «Нат». Його дебют на професійному рівні відбувся у лютому 2021 року у кубковому матчі проти «Ланса». У березні 2021 року Мерлен підписав з клубом перший професійний контракт.
26 січня 2024 року перейшов в клуб Ліги 1 «Олімпік» (Марсель), уклавши контракт до 2028 року. Сума трансферу становила 12 млн євро. 4 лютого дебютував за нову команду, вийшовши в стартовому складі в матчі Ліги 1 в дербі Олімпіків проти «Ліона».

### Збірна
У червні 2022 року Кентен Мерлен зіграв першу гру у складі молодіжної збірної Франції в поєдинку проти сербських однолітків.

## Титули
Нант
 Переможець Кубка Франції: 2021/22